# Adolph Tohoua
Adolph Tohoua est un joueur de football ivoirien né le 9 décembre 1983 à Anyama. Depuis 2020, il est actif à Seraing Athlétique.